# 第2施設群
第2施設群（だいにしせつぐん、英:JGSDF 2nd Engineer Group(Construction)）は、陸上自衛隊飯塚駐屯地（福岡県飯塚市）に群本部が駐屯する第5施設団隷下の施設科部隊である。

## 概要
1954年 （昭和29年）9月に施設大隊を基幹とする施設群として新編された。
群長は1等陸佐（二）が充てられている。警備隊区は福岡県宗像市・福津市・直方市・宮若市・鞍手郡の4市2町、隷下の第368施設中隊は大分県竹田市であり、さまざまな災害派遣や国際貢献活動で活躍している。

## 沿革
独立第535施設大隊
- 1952年（昭和27年）11月22日：独立第535施設大隊が鹿屋駐屯地において編成。
- 1953年（昭和28年）12月10日：小郡駐屯地開設により、独立第535施設大隊が鹿屋駐屯地から小郡駐屯地に移駐。

第106施設大隊
- 1954年（昭和29年）7月1日：陸上自衛隊発足により、独立第535施設大隊（小郡駐屯地）が第106施設大隊に称号変更。

第2施設群（旧）
- 1954年（昭和29年）9月25日：第2施設群が小郡駐屯地に新編。第106施設大隊を編合。

※編成（群本部、本部中隊、第106施設大隊）
- 1956年（昭和31年）
  - 1月25日：第108施設大隊が小郡駐屯地に新編し、第2施設群に編合。2個施設大隊編成（第106施設大隊、第108施設大隊）となる。
  - 4月1日：第108施設大隊が小郡駐屯地から小倉駐屯地に移駐。
- 1961年（昭和36年）8月17日：第2施設群が新編の第5施設団に編合。
- 1966年（昭和41年）2月21日：飯塚駐屯地開設に伴う部隊移動。

1. 第2施設群本部および本部中隊が小郡駐屯地から飯塚駐屯地に移駐。
2. 第108施設大隊が小倉駐屯地から飯塚駐屯地に移駐。

第2施設群（新）
- 1973年（昭和48年）8月1日：第5施設団改編

1. 第106施設大隊（小郡駐屯地）を廃止・改編し、第9施設群を小郡駐屯地に新編。
2. 第108施設大隊（飯塚駐屯地）を廃止・改編、第306ダンプ車両中隊、第314地区施設隊（湯布院駐屯地）を編合し、第2施設群を飯塚駐屯地に再編。

※編成（群本部・本部中隊、第320施設中隊～第322施設中隊、第306ダンプ車両中隊、第310施設器材中隊、第314地区施設隊（湯布院駐屯地））
- 1981年（昭和56年）3月25日：第306ダンプ車両中隊（飯塚駐屯地）を廃止。
- 1989年（平成元年）3月24日：第314地区施設隊（湯布院駐屯地）を廃止・改編し、第344施設中隊を湯布院駐屯地に新編。
- 2000年（平成12年）3月28日：第304坑道中隊を飯塚駐屯地に新編し、第2施設群に編合。
- 2003年（平成15年）
  - 3月27日：機能別中隊に改編[1]。

  1. 第320施設中隊～第322施設中隊、第310施設器材中隊（飯塚駐屯地）を廃止・改編し、第365施設中隊「築城」、第366施設中隊「障害」、第367施設中隊「機動支援」を飯塚駐屯地に新編。
  2. 第344施設中隊（湯布院駐屯地）を廃止・改編し、第368施設中隊「交通」を湯布院駐屯地に新編。
  3. 後方支援体制移行に伴い、整備部門を西部方面後方支援隊第103施設直接支援大隊第1直接支援中隊に移管。

  - 10月    ：第4次東ティモール派遣施設群が出国。
- 2004年（平成16年）5月    ：第4次東ティモール派遣施設群が帰国。
- 2017年（平成29年）3月27日：第365施設中隊「築城」、366施設中隊「障害」（飯塚駐屯地）を廃止・改編し、第401施設中隊「築城・障害」を飯塚駐屯地に新編。
- 2024年（令和06年）3月20日：第304坑道中隊（飯塚駐屯地）を廃止。

## 部隊編成・駐屯地
編成
- 第2施設群本部
- 本部管理中隊「2施群-本」
- 第367施設中隊「367施」（機動支援）
- 第368施設中隊「368施」（交通）
- 第401施設中隊「401施」（築城・障害）

駐屯地
- 飯塚駐屯地（福岡県飯塚市）
  - 群本部および本部管理中隊
  - 第367施設中隊
  - 第401施設中隊
- 湯布院駐屯地（大分県由布市湯布院町）
  - 第368施設中隊

## 整備支援部隊
- 西部方面後方支援隊第103施設直接支援大隊第1直接支援中隊「103施直支-1」（飯塚駐屯地）：2003年（平成15年）3月27日から第2施設群主力を支援。
- 西部方面後方支援隊第103施設直接支援大隊第1直接支援中隊湯布院派遣隊「103施直支-1」（湯布院駐屯地）：2003年（平成15年）3月27日から第368施設中隊を支援。

## 主要幹部
| 官職名      | 階級    | 氏名   | 補職発令日     | 前職                             |
| ----------- | ------- | ------ | -------------- | -------------------------------- |
| 第2施設群長 | 1等陸佐 | 坂口誠 | 2025年03月17日 | 陸上幕僚監部防衛部施設課営繕班長 |

| 代 | 氏名             | 在職期間                        | 前職                                                              | 後職                               |
| -- | ---------------- | ------------------------------- | ----------------------------------------------------------------- | ---------------------------------- |
| 01 | 有利正           | 1954年09月25日 - 1955年11月15日 | （1955年2月15日までは第2施設群長心得） →1955年2月16日 1等陸佐昇任 | 第4管区総監部付                    |
| 02 | 重松正人         | 1955年11月16日 - 1959年07月31日 |                                                                   | 西部方面総監部付                   |
| 03 | 安部鞆一         | 1959年08月01日 - 1961年07月16日 | 第7混成団本部第4部長 →1960年8月1日 1等陸佐昇任                    | 西部方面総監部付                   |
| 04 | 榊茂 （2等陸佐） | 1961年07月17日 - 1962年07月31日 | 自衛隊和歌山地方連絡部長                                          | 第4施設団本部付                    |
| 05 | 板倉光三         | 1962年08月01日 - 1964年03月15日 | 第1建設群長                                                       | 第5施設団副団長                    |
| 06 | 高山利武         | 1964年03月16日 - 1966年07月15日 | 第2施設群副群長 →1964年7月1日 1等陸佐昇任                         | 陸上自衛隊施設学校研究部長         |
| 07 | 館勇             | 1966年07月16日 - 1968年03月15日 | 陸上幕僚監部付                                                    | 防衛研修所所員                     |
| 08 | 高村尚           | 1968年03月16日 - 1970年03月15日 | 第2施設団本部高級幕僚                                             | 自衛隊大分地方連絡部長             |
| 09 | 梅林學           | 1970年03月16日 - 1972年03月15日 | 西部方面調査隊長                                                  | 福岡駐とん地業務隊長               |
| 10 | 廣谷志朗         | 1972年03月16日 - 1973年07月15日 | 陸上自衛隊北海道地区補給処苗穂支処長 兼 苗穂分とん地司令          | 西部方面総監部第1部勤務            |
| 11 | 杉之尾正信       | 1973年07月16日 - 1975年07月15日 | 陸上自衛隊施設学校学校教官                                        | 西部方面総監部施設課長             |
| 12 | 宇野誠隆         | 1975年07月16日 - 1977年07月31日 | 第12施設大隊長 兼 第12師団司令部施設課長 兼 新町駐とん地司令      | 陸上自衛隊施設補給処技術部長       |
| 13 | 天方宏           | 1977年08月01日 - 1979年07月31日 | 第4施設団本部勤務                                                 | 福岡駐とん地業務隊長               |
| 14 | 江口博保         | 1979年08月01日 - 1982年03月15日 | 陸上幕僚監部付                                                    | 陸上幕僚監部防衛部研究課長         |
| 15 | 中村正毅         | 1982年03月16日 - 1984年07月31日 | 北部方面総監部装備部施設課長                                      | 陸上自衛隊施設学校学校教官         |
| 16 | 齊藤信行         | 1984年08月01日 - 1986年07月31日 | 第1施設団本部高級幕僚                                             | 陸上自衛隊業務学校学校教官         |
| 17 | 井上卓郎         | 1986年08月01日 - 1988年07月31日 | 陸上幕僚監部装備部施設課 営繕班長                                 | 第1施設団副団長                    |
| 18 | 川道亮介         | 1988年08月01日 - 1991年03月15日 | 陸上幕僚監部教育訓練部教育課 教材班長                             | 中部方面総監部装備部長             |
| 19 | 中村弘           | 1991年03月16日 - 1993年03月31日 | 陸上幕僚監部防衛部研究課 研究班長                                 | 東千歳駐屯地業務隊長               |
| 20 | 渡邊元且         | 1993年04月01日 - 1994年06月30日 | 陸上幕僚監部防衛部防衛課 業務計画班長                             | 陸上幕僚監部防衛部防衛課長         |
| 21 | 出田孝二         | 1994年07月01日 - 1997年07月31日 | 陸上幕僚監部装備部施設課 総括班長                                 | 陸上幕僚監部総括副監察官           |
| 22 | 角南俊彦         | 1997年08月01日 - 1998年12月07日 | 陸上幕僚監部人事部補任課 人事第1班長                              | 陸上幕僚監部防衛部運用課長         |
| 23 | 石下義夫         | 1998年12月08日 - 2001年03月26日 | 陸上幕僚監部教育訓練部教育課長                                    | 北部方面総監部人事部長             |
| 24 | 和泉洋一郎       | 2001年03月27日 - 2003年03月26日 | 陸上自衛隊補給統制本部施設部 補給計画課長                         | 陸上自衛隊幹部学校学校教官         |
| 25 | 川又弘道         | 2003年03月27日 - 2005年01月11日 | 陸上幕僚監部教育訓練部訓練課 訓練班長                             | 陸上幕僚監部防衛部防衛課防衛調整官 |
| 26 | 遊佐宏文         | 2005年01月12日 - 2007年07月31日 | 陸上自衛隊研究本部研究員                                          | 情報本部                           |
| 27 | 池原伸浩         | 2007年08月01日 - 2009年03月23日 | 陸上自衛隊幹部学校教育部教務課長                                  | 自衛隊山梨地方協力本部長           |
| 28 | 立野昭二         | 2009年03月24日 - 2011年04月18日 | 東部方面総監部人事部援護業務課長                                  | 仙台駐屯地業務隊長                 |
| 29 | 山下和敏         | 2011年04月19日 - 2012年12月03日 | 陸上自衛隊幹部学校教育部教務課長                                  | 自衛隊帯広地方協力本部長           |
| 30 | 川嶋幾夫         | 2012年12月04日 - 2014年07月31日 | 統合幕僚監部総務部総務課 国際人道業務室長                         | 自衛隊旭川地方協力本部長           |
| 31 | 圓林栄喜         | 2014年08月01日 - 2016年07月31日 | 陸上幕僚監部装備部施設課 建設班長                                 | 陸上自衛隊研究本部主任研究開発官   |
| 32 | 大久保克久       | 2016年08月01日 - 2018年03月22日 | 陸上幕僚監部防衛部施設課建設班長                                  | 陸上自衛隊補給統制本部施設部長     |
| 33 | 弥頭親善         | 2018年03月23日 - 2020年03月17日 | 東部方面総監部防衛部防衛課長                                      | 陸上幕僚監部防衛部防衛協力課長     |
| 34 | 前原幸雄         | 2020年03月18日 - 2022年07月31日 | 東部方面総監部装備部施設課長                                      | 第1施設団副団長                    |
| 35 | 上野富一郎       | 2022年08月01日 - 2025年03月16日 | 陸上幕僚監部監理部総務課                                          | 陸上自衛隊施設学校勤務             |
| 36 | 坂口誠           | 2025年03月17日 -                | 陸上幕僚監部防衛部施設課営繕班長                                  |                                    |

## 主要装備
- 坑道掘削装置
- 道路障害作業車
- 83式地雷敷設装置
- グレーダ
- 掩体掘削機
- 資材運搬車
- バケットローダ
- トラッククレーン
- タイヤローラ
- 89式5.56mm小銃
- 62式7.62mm機関銃
- 110mm個人携帯対戦車弾
- 3 1/2tトラック / 73式大型トラック
- 1 1/2tトラック / 73式中型トラック
- 1/2tトラック / 73式小型トラック
- 3トン半ダンプ
- 1トン半救急車

## 警備隊区
- 第2施設群：福岡県宗像市、福津市、直方市、宮若市、鞍手郡（鞍手町、小竹町）[2]
- 第368施設中隊：大分県竹田市[3]

## 廃止部隊
- 1981年（昭和56年）3月25日廃止
  - 第306ダンプ車両中隊（飯塚駐屯地）：
- 1989年（平成元年）3月23日廃止
  - 第314地区施設隊（湯布院駐屯地）：第344施設中隊（湯布院駐屯地）に改編。
- 2003年（平成15年）3月27日廃止
  - 第320施設中隊（飯塚駐屯地）：第365施設中隊「築城」、第366施設中隊「障害」、第367施設中隊「機動支援」に改編。
  - 第321施設中隊（飯塚駐屯地）：第365施設中隊「築城」、第366施設中隊「障害」、第367施設中隊「機動支援」に改編。
  - 第322施設中隊（飯塚駐屯地）：第365施設中隊「築城」、第366施設中隊「障害」、第367施設中隊「機動支援」に改編。
  - 第310施設器材中隊（飯塚駐屯地）：第365施設中隊「築城」、第366施設中隊「障害」、第367施設中隊「機動支援」に改編。
  - 第344施設中隊（湯布院駐屯地）：第368施設中隊「交通」に改編。
- 2017年（平成29年）3月27日廃止
  - 第365施設中隊「築城」（飯塚駐屯地）：第401施設中隊「築城・障害」に改編。
  - 第366施設中隊「障害」（飯塚駐屯地）：第401施設中隊「築城・障害」に改編。
- 2024年（令和06年）3月20日廃止
  - 第304坑道中隊（飯塚駐屯地）：